# Jan Černý Klatovský
Jan Černý Klatovský (16. května 1919, Klatovy – 13. října 1999, Pula) byl český malíř a ilustrátor.

## Život
Gymnázium vystudoval v Klatovech, na vysokou školu odešel do Prahy. Studoval na ČVUT obor výtvarné umění, a to až do uzavření vysokých škol nacisty. Stal se akademickým malířem. Malováním se živil až do své smrti.
Byl členem výtvarného spolku Mánes a členem Československého svazu výtvarných umělců. Proslul jako ilustrátor (mj. knih nakladatelství E. V. Marek) , dětských časopisů , a grafik. Hodně se věnoval krajinomalbě.

## Knihy které ilustroval
Převážně jde o tzv. dětské tituly.
- Zdeňka Zahrádková: O našich slepičkách, 1941 (nakladatelství B. Smolíkové-Mečířové Praha-Michle)
- Jarmila Kaslová: Tulák Kváček, 1943 (nakladatelství B. Smolíkové-Mečířové Praha Michle)
- Jindra Horáková: Lékárna u Modrého zvonku, 1943 (nakladatelství B. Smolíkové-Mečířové Praha.Michle)
- Jindra Horáková: Královna pohádek, 1944 (nakladatelství B. Smolíkové-Mečířové Praha-Michle)
- Miloš Kosina: Kamarád z Údolí obrů, 1945 (nakladatelství B. Smolíkové-Mečířové Praha-Michle)
- Jarmila Kaslová: Pohádky z království zvířat, (nakladatelství B. Smolíkové-Mečířové Praha-Michle)
- Josef Kovář: Syn řeky, 1946 (nakladatelství E.V. Marek Praha)
- Bert Sackett: Poklad v bouři, (nakladatelství V. Šmidt Praha 1947)[3],
- Augustin Ulč: V prachu cirkusu i pouště, 1948, nakladatelství Emil Kosnar v Plzni
- Božena Svobodová: Smíšek, 1948, nakladatelství Vyšehrad, Praha
- Ugo Scotti-Berni,: Myrtička - živá panenka, 1948, nakladatelství I.L. Kober Praha
- E. Boronina: Zvířátka u lékaře, 1950, Státní nakladatelství dětské knihy Praha
- František Čečetka: Zelený vrch, 1951, Státní nakladatelství dětské knihy Praha
- Omalovánky: Na letišti, 1954, Státní nakladatelství krásné literatury, hudby a umění Praha
- Omalovánky: Ze všech světadílů, 1957, Státní nakladatelství krásné literatury, hudby a umění Praha
- Časopis Junák z let 1946,1947 a 1948, kde liustroval čelní stránky tohoto týdeníku.
- Eduard Fiker: Společnost věčné punčochy, 1992, vydavatelství Magnet-Press Praha.